# Cedar Tavern
La Cedar Tavern est un bar et un restaurant situé à  Greenwich Village, à New York. L'endroit est longtemps un lieu de rassemblement d'écrivains et artistes d'avant-garde dont de nombreux peintres expressionnistes abstraits et écrivains et poètes Beat.

## Histoire
La Cedar Tavern ouvre en 1866 sur la rue Cedar. D'abord situé au 24, University Place, à l'angle de la 8e rue, à partir de 1945, l'établissement ferme en avril 1963 et rouvre l'année suivante au 82, University Place.

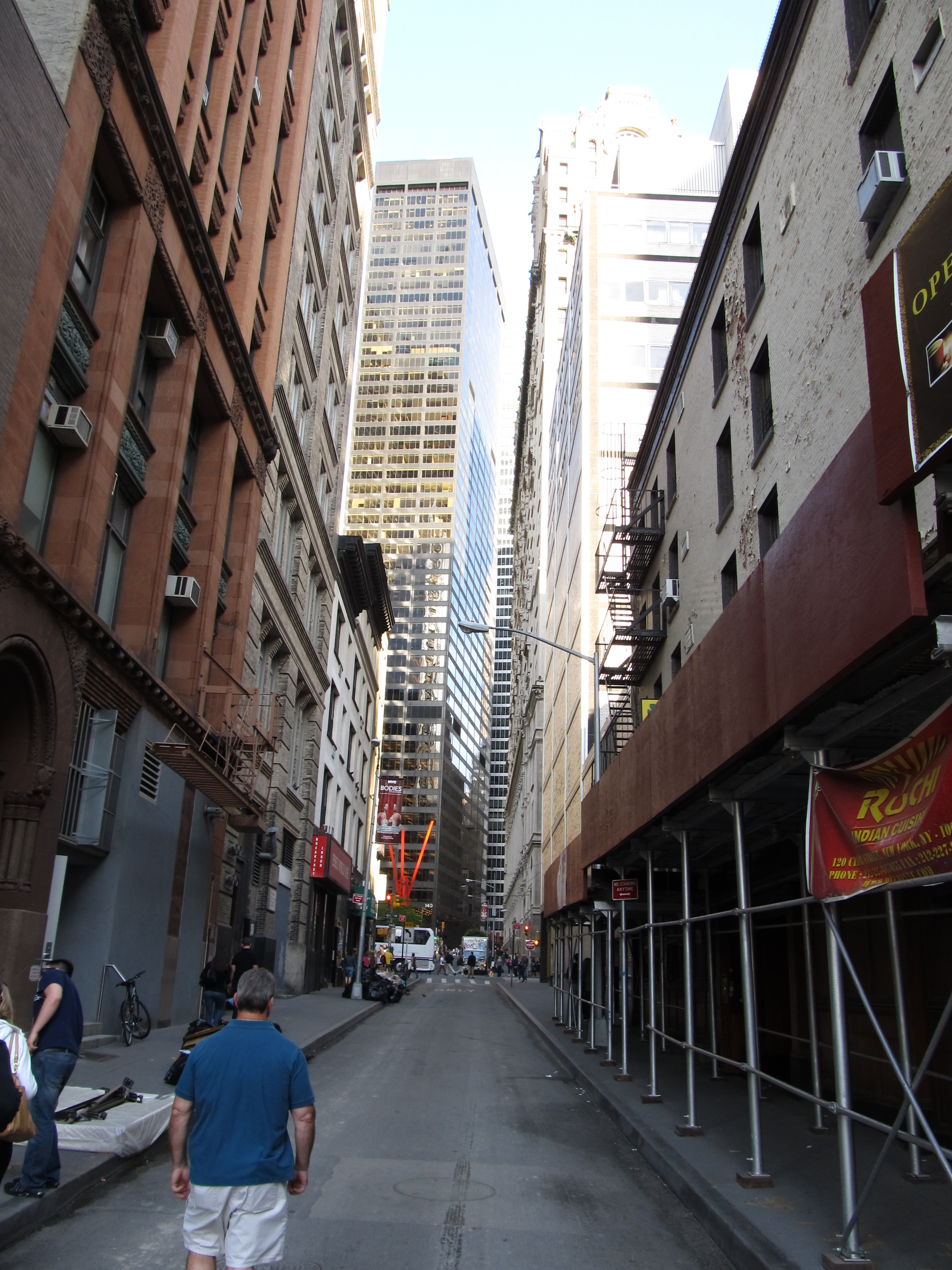
Vue en descendant Cedar Street depuis Greenwich Street près du site du World Trade Center (2012)

L'artiste Robert Motherwell, qui possède un atelier à proximité au début des années 1950, y organise un salon hebdomadaire pour les artistes. Le Cedar étant l'endroit le plus proche, les artistes s'y réunissent après la rencontre. Jackson Pollock, Willem de Kooning, Mark Rothko, Franz Kline, Michael Goldberg, Landes Lewitin, Aristodimos Kaldis, Lynne Drexler, Phillip Guston, Knute Stiles, Ted Joans, James Brooks, Charles Cajori, Mercedes Matter, Howard Kanovitz, Al Leslie, Stanley Twardowicz, Morton Feldman, John Cage et d'autres de l'école de New York fréquentent le bar dans les années 1950. Beaucoup vivaient alors à Greenwich Village. Les historiens le considèrent comme un incubateur important du mouvement expressionniste abstrait,. Le Cedar est également populaire auprès des écrivains Allen Ginsberg, Jack Kerouac, Gregory Corso, Frank O'Hara, George Plimpton, Jean Stein, Harold "Doc" Humes, Alex Trocchi et LeRoi Jones. 
Pollock est banni de l'établissement pour avoir arraché la porte de la salle de bains de ses gonds et de l'avoir jetée à travers la pièce sur Franz Kline,, tout comme Kerouac, qui aurait uriné dans un cendrier ou dans un évier, selon les versions
C'est au Cedar Tavern que l'artiste Ruth Kligman rencontre Jackson Pollack en 1956, avant son fatal accident,. Dans les années 1960, Tuli Kupferberg de The Fugs, David Amram et parfois Bob Dylan fréquentent la Cedar Tavern. DA Pennebaker, Dylan et Bob Neuwirth s'y sont rencontrés pour planifier le tournage de leur documentaire de 1967, Dont Look Back. 
En décembre 2006, la Cedar Tavern ferme ses portes pour permettre la construction d'un ajout de sept étages au bâtiment. À la suite du décès du propriétaire Joe Diliberto, le 27 octobre 2007, son frère Mike ne parvient pas à rouvrir l'établissement.
La Cedar Tavern est démontée et ses décors, œuvres d'art et mobilier sont vendus ou relocalisés. Le site du 24 University Place, où se sont déroulés la plupart des événements marquants de l'histoire de l'établissement, est désormais un immeuble résidentiel.